# Palazzo Scanderbeg

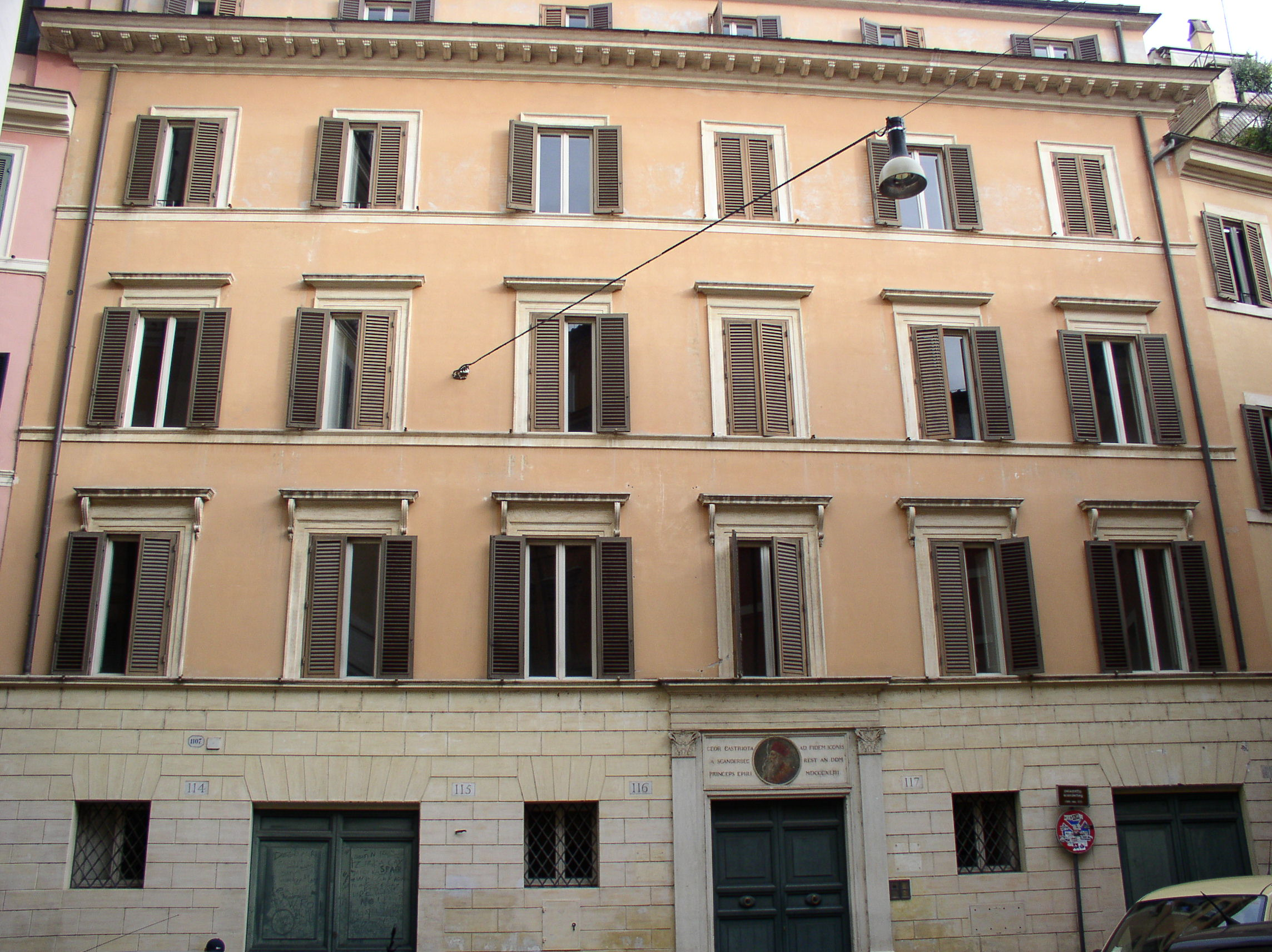
Fachada do palácio.

Palazzo Scanderbeg ou Palazzo Skanderbeg é um palácio localizado na Piazza Scanderbeg, no rione Trevi de Roma, perto da Fontana di Trevi. Seu nome é uma referência ao herói nacional albanês Jorge Castrioto (1405-1468), conhecido como Skanderbeg, que adquiriu o palácio em 1486. Como indica uma inscrição acima do portal principal, o edifício foi reformado em 1843.
O edifício abrigou o Museo Nazionale delle Paste Alimentari e recentemente reabriu como um edifício de apartamentos e um hotel.